# Christian Taylor
Christian Taylor (Uniondale, 18 de junio de 1990) es un deportista estadounidense que compitió en atletismo, especialista en la prueba de triple salto.
Participó en dos Juegos Olímpicos de Verano, obteniendo dos medallas de oro, en Londres 2012 y Río de Janeiro 2016, en su especialidad.
Ganó cuatro medallas de oro en el Campeonato Mundial de Atletismo entre los años 2011 y 2019, y una medalla de plata en el Campeonato Mundial de Atletismo en Pista Cubierta de 2012. Además, ganó una medalla de oro en los Relevos Mundiales 2014, en la prueba de 4 × 400 m.
Consiguió siete trofeos de la Liga de Diamante, ganando cinco veces la final de la Liga de Diamante, además de obtener en total 29 victorias entre 2011 y 2019.

## Palmarés internacional
| Juegos Olímpicos                     | Juegos Olímpicos        | Juegos Olímpicos | Juegos Olímpicos |
| Año                                  | Lugar                   | Medalla          | Prueba           |
| ------------------------------------ | ----------------------- | ---------------- | ---------------- |
| 2012                                 | Londres (Reino Unido)   | Medalla de oro   | Triple salto     |
| 2016                                 | Río de Janeiro (Brasil) | Medalla de oro   | Triple salto     |
| Campeonato Mundial                   |                         |                  |                  |
| Año                                  | Lugar                   | Medalla          | Prueba           |
| 2011                                 | Daegu (Corea del Sur)   | Medalla de oro   | Triple salto     |
| 2015                                 | Pekín (China)           | Medalla de oro   | Triple salto     |
| 2017                                 | Londres (Reino Unido)   | Medalla de oro   | Triple salto     |
| 2019                                 | Doha (Catar)            | Medalla de oro   | Triple salto     |
| Campeonato Mundial en Pista Cubierta |                         |                  |                  |
| Año                                  | Lugar                   | Medalla          | Prueba           |
| 2012                                 | Estambul (Turquía)      | Medalla de plata | Triple salto     |
| Relevos Mundiales                    |                         |                  |                  |
| Año                                  | Lugar                   | Medalla          | Prueba           |
| 2014                                 | Nasáu (Bahamas)         | Medalla de oro   | 4 × 400 m        |

## Resultados
| Fecha | Torneo                               | Sede                      | Resultado | Prueba            | Marca   |
| ----- | ------------------------------------ | ------------------------- | --------- | ----------------- | ------- |
| 2007  | Campeonato Mundial Sub-20            | Ostrava (República Checa) | 3.º       | Salto de longitud | 7,29 m  |
| 2007  | Campeonato Mundial Sub-20            | Ostrava (República Checa) | 1.º       | Triple salto      | 15,98 m |
| 2008  | Campeonato Mundial Sub-20            | Bydgoszcz (Polonia)       | 7.º       | Salto de longitud | 7,41 m  |
| 2008  | Campeonato Mundial Sub-20            | Bydgoszcz (Polonia)       | 8.º       | Triple salto      | 15,61 m |
| 2011  | Campeonato Mundial                   | Daegu (Corea del Sur)     | 1.º       | Triple salto      | 17,96 m |
| 2012  | Campeonato Mundial en Pista Cubierta | Estambul (Turquía)        | 2.º       | Triple salto      | 17,63 m |
| 2012  | Juegos Olímpicos                     | Londres (Reino Unido)     | 1.º       | Triple salto      | 17,81 m |
| 2013  | Campeonato Mundial                   | Moscú (Rusia)             | 4.º       | Triple salto      | 17,20 m |
| 2014  | Relevos Mundiales                    | Nasáu (Bahamas)           | 1.º       | 4 × 400 m         | 2:57,25 |
| 2015  | Campeonato Mundial                   | Pekín (China)             | 1.º       | Triple salto      | 18,21 m |
| 2016  | Juegos Olímpicos                     | Río de Janeiro (Brasil)   | 1.º       | Triple salto      | 17,86 m |
| 2017  | Campeonato Mundial                   | Londres (Reino Unido)     | 1.º       | Triple salto      | 17,68 m |
| 2019  | Campeonato Mundial                   | Doha (Catar)              | 1.º       | Triple salto      | 17,92 m |
| 2022  | Campeonato Mundial                   | Eugene (Estados Unidos)   | 18.º      | Triple salto      | 17,92 m |

## Mejores marcas personales
| Prueba            | Marca   | Sede                       | Fecha                |
| ----------------- | ------- | -------------------------- | -------------------- |
| Triple salto      | 18,21 m | Pekín (China)              | 27 de agosto de 2015 |
| Salto de longitud | 8,19 m  | Knoxville (Estados Unidos) | 15 de mayo de 2010   |